# 大小青洲

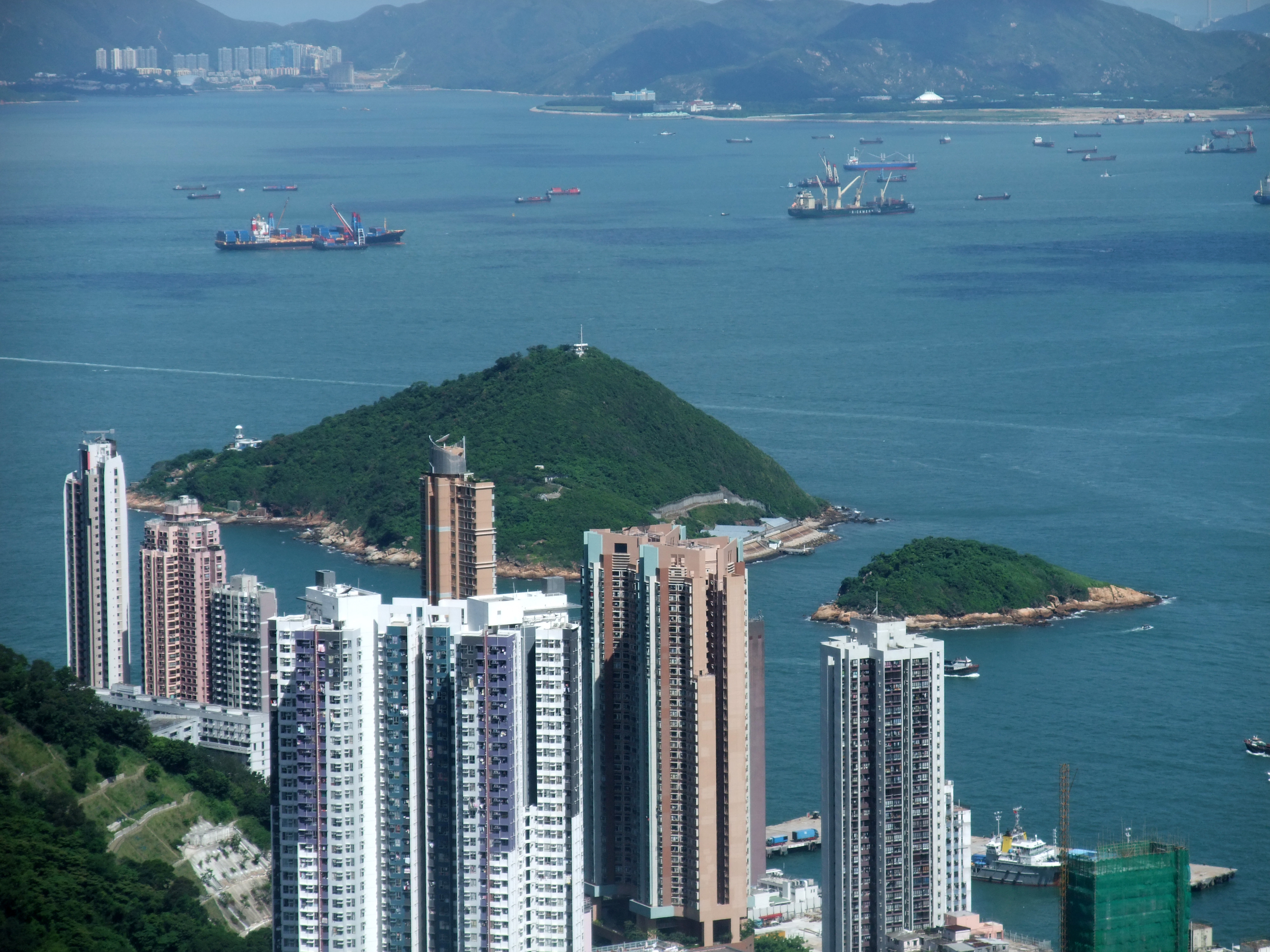
大小青洲，攝於龍虎山郊野公園近松林廢堡

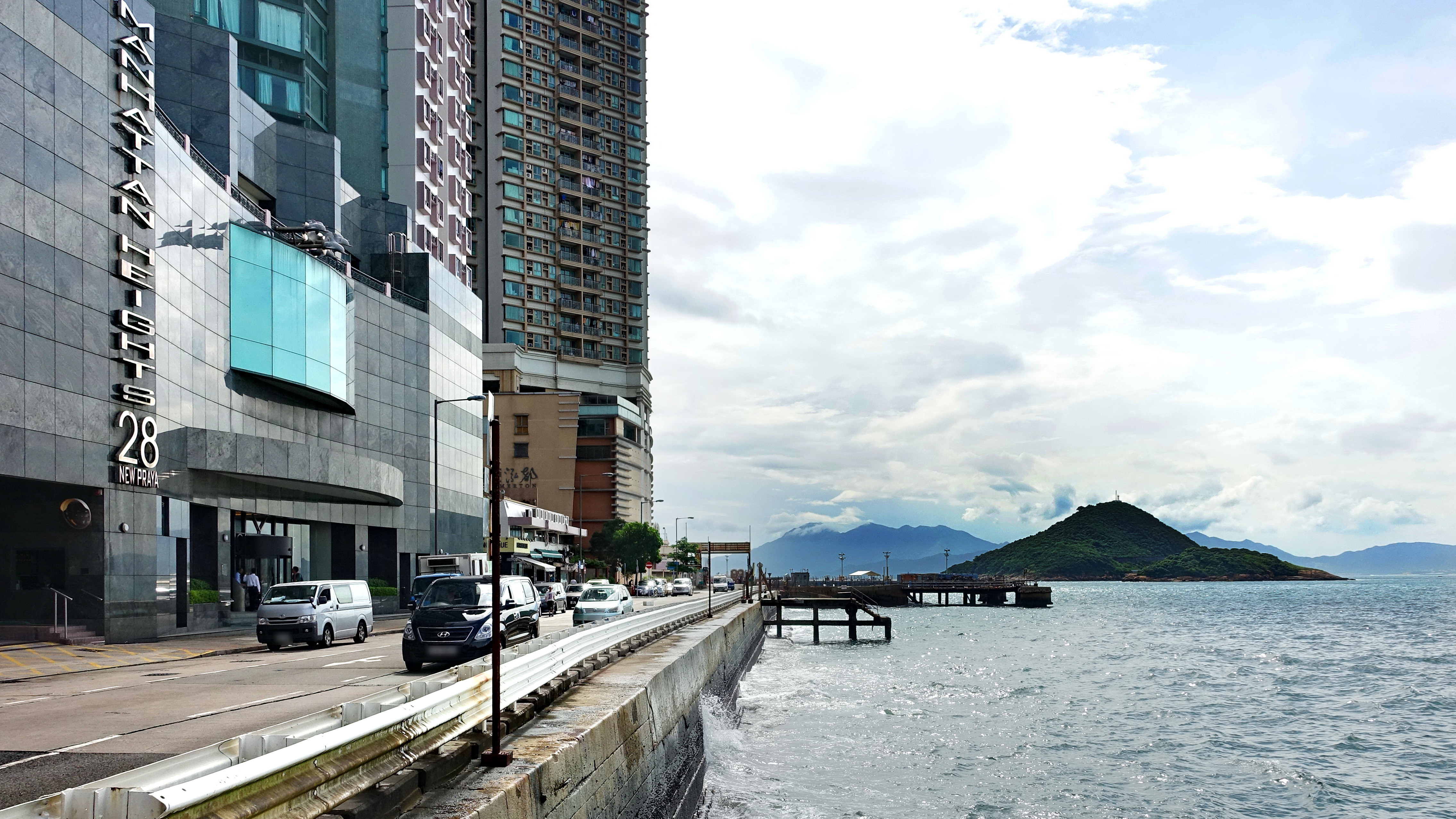
從堅彌地城新海旁望向西北方的青洲和小青洲

大小青洲（英語：Green Island and Little Green Island，亦作Tai Siu Tsing Chau）為香港中西區青洲和小青洲的合稱。青洲山頂有香港天文台的氣象站，從前是悬掛風球的地點之一，主要供停泊在香港西部的船舶有關颱風的訊息。
目前，大小青洲並沒有居民居住。然而，大青洲設有一所戒毒中心。該地區目前並沒有任何公共交通直接到達該處。

## 青洲發展計劃
香港政府曾於1990年代初期發表青洲發展計劃（又稱青洲填海計劃），以填海方式將大小青洲連接香港島，發展該地成為一個全新住宅區，同時闢設新公共屋邨，以開展西環邨的重建工程，並且是建議中的10號幹線連接大嶼山的海底隧道的起點。然而，在環保團體的強烈反對下，香港政府被逼決定擱置有關計劃。不過，青洲發展計劃的首部分——卑路乍灣填海工程已經完成。現時所得的填海地被做作卑路乍灣公園、新堅尼地城游泳池、以及海旁的城西道。

## 外部連結
- 青洲發展計劃可行性研究（页面存档备份，存于）